# Moldova (csemegeszőlő)
A Moldova egy moldáv származású, sötétkék színű csemegeszőlő fajta. A Guzal Kara és az SV 12375 szőlők keresztezéséből állították elő. 

## Jellemzői
Érési ideje hosszú, 150 nap. A legkésőbben érő fajták egyike. Erős növekedésű, bőtermő fajta. Sok fürtöt hoz, ezért terhelését szabályozni kell, különben nem érik be megfelelően. Minden évben megbízhatóan terem, jellemzően sem a téli, sem tavaszi fagy nem károsítja. Fagytűrése -23–26 C°.
Fürtjei 350–450 gramm körüliek, kúpos, hengeres formájúak, laza szerkezetűek. Bogyói 5–7 gramm súlyúak, erősen kötődnek a kocsányhoz, lédúsak, ropogósak, semleges ízűek.
Gombás betegségekkel szemben nagyfokú rezisztenciával rendelkezik. Sem a lombozat, sem a bogyók kocsánya nem fogékony a betegségekre. Nem rothad, bogyóit a darazsak, és egyéb rovarok csak kevés esetben tudják kikezdeni. Esőtől nem reped, fürtjei fagymentes őszi hónapok esetén novemberig tőkén hagyhatók.